# Golfinho-de-commerson
O golfinho-de-commerson (Cephalorhynchus commersonii) é um cetáceo da família dos delfinídeos encontrado nas águas fria do Golfo de São Matias, Argentina ao lado chileno do estreito de Magalhães e nas ilhas Shetland do Sul, Geórgia do Sul, Falklands e Kerguelen.